# 迪伦巴克
迪伦巴克（法語：Durrenbach，法語發音：[dyʁənbak] 或 [dyʁənbax]）是法国下莱茵省的一个市镇，属于阿格诺-维桑堡区。

## 地理
迪伦巴克（48°53'47"N, 7°46'6"E）面积5.3 平方千米，位于法国大東部大區下莱茵省，该省份为法国大陆部分最东部的省份，是阿尔萨斯的一部分，今与上莱茵省组成了阿尔萨斯欧洲集体，其南至上莱茵省，西南接孚日省和默尔特-摩泽尔省，西接摩泽尔省，北与德国接壤，东侧沿莱茵河与德国相望。
与迪伦巴克接壤的市镇（或旧市镇、城区）包括：比布利赛姆、甘斯泰、埃热内、莫尔斯布龙莱班、瓦尔堡。
迪伦巴克的时区为UTC+01:00、UTC+02:00（夏令时）。

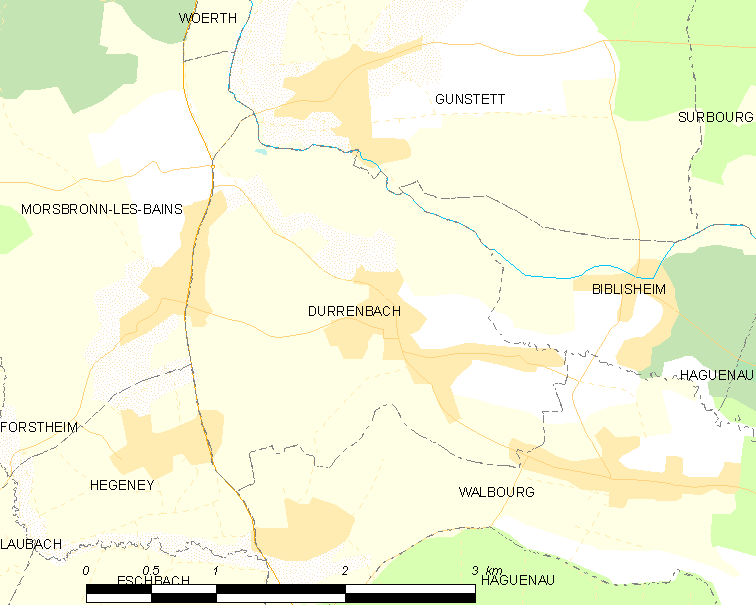
迪伦巴克的OSM定位图

## 行政
迪伦巴克的邮政编码为67360，INSEE市镇编码为67110。

## 政治
迪伦巴克所属的省级选区为賴什索芬縣。

## 人口

1962-2008年间迪伦巴克人口变化图示

迪伦巴克于2022年1月1日时的人口数量为1103人。